# Mestersvig
Mestersvig is een militaire basis aan het Koning Oscarfjord op het Jamesonland in het oosten van Groenland. De basis van de Deense defensie heeft onder andere een vliegveld van 1800 meter lengte, en wordt het hele jaar door bemand door vier Deense officieren, waarvan twee permanent aanwezig. Mestersvig moet niet verward worden met Mesters Vig, een baai 12 kilometer ten zuidoosten van Mestersvig.

## Geschiedenis
In 1948 werd zink en lood ontdekt bij Mestersvig. Vanaf 1951 was in Mestersvig een zink- en loodmijn, tot rond 1970 de mijn uitgeput raakte. Andere bronnen zeggen 1956 tot 1963. In 1952 werd een vliegveld bij de mijn gebouwd, waardoor het de belangrijkste toegang werd voor Noordoost-Groenland en voor onderzoeksexpedities naar onder andere de Stauningalpen. Mestersvig was de eerste Deense basis in Noordoost-Groenland en had in 1986 zo'n 40 inwoners. Tegenwoordig is het de meest zuidelijk gelegen buitenpost van de Deense Slædepatruljen Sirius met hoofdkwartier in Daneborg en twee andere buitenposten in Danmarkshavn en Nord. 